# Gbaffo
Gbaffo est l'un des dix arrondissements de la commune de Dassa-Zoumè dans le département des Collines au Bénin.

## Géographie
Gbaffo est situé au centre du Bénin et compte 4 villages que sont Awava, Dovi Some, Gbaffo et Gnonkpingnon.

## Démographie
Selon le recensement de la population de 2013 conduit par l'Institut national de la statistique et de l'analyse économique (INSAE), Gbaffo compte 3 875 habitants  .